# Lemelba davisi
Lemelba davisi är en skalbaggsart som beskrevs av Park 1953. Lemelba davisi ingår i släktet Lemelba och familjen kortvingar. Inga underarter finns listade i Catalogue of Life.